# Mal mac Rochraide
Mal mac Rochraide – legendarny król Ulsteru (Ulaidu) z dynastii Milezjan (linia Ira, syna Mileda) w latach 130-164 oraz na wpół legendarny zwierzchni król Irlandii w latach 160-164. Przodek dynastii Dál nAraidi. Źródła średniowieczne przekazały nam zagmatwaną genealogię jego przodków, za długą o kilka pokoleń. Według tradycji Mal był synem Rochraide’a, w piątym stopniu potomka Muiredacha I Finna, króla Ulaidu. Informacje o jego rządach z Emain Macha w Ulaidzie czerpiemy ze źródeł średniowiecznych, np. „Laud Misc. 610”, gdzie zanotowano na jego temat: Mál m[a]c Rochraidi .xxxu. blī[adn]a (fol. 107 b 7). Zapisano tam małymi literami rzymską cyfrę XXXV, oznaczającą trzydzieści pięć lat rządów. Błędnie umieszczono go na liście po Ogamanie, zamiast po Elimie mac Conrach. Lista bowiem jest niezgodna z chronologią zwierzchnich królów irlandzkich. Po trzydziestu latach rządów zdobył zwierzchni tron Irlandii w wyniku zabójstwa swego poprzednika, Tuathala I Techtmara („Prawowitego”), w Magh-Line, przy Moin-an-chatha (Moylinny) na terenie krainy Dál nAraidi. Zabił go na wzgórzu Ceanngubha („Wzgórze Smutku”; ob. Ballyboley), w pobliżu rzek Ollar (ob. Six-mile) i Ollarbha (ob. Larne) na terenie obecnego hr. Antrim. Rządził Irlandią cztery lata, gdy zginął z ręki swego następcy, Fedlimida Rechtmara („Prawodawcy”), mściciela śmierci swego ojca Tuathala. Mal pozostawił po sobie dwóch synów: Caipre’a Gnathchorada oraz Tibraide’a Tirecha, zrodzonego z Aine, córki króla Sasów.